# Болдырев, Сергей Иванович
Серге́й Ива́нович Бо́лдырев (1871—1943) — донской архитектор и строитель.

## Биография
Родился 10 октября 1871 года в семье донского казака.
В 1896 году окончил Институт гражданских инженеров, получив специальность инженера-строителя. Был направлен в строительное отделение управления Области Войска Донского. Впервые С. И. Болдырев упоминается в «Памятной книжке Области войска Донского» на 1900 год. С этого времени титулярный советник (позже стал надворным советником), гражданский инженер Болдырев являлся членом комиссии по сооружению в Новочеркасске Войскового Вознесенского кафедрального собора. С 1908 года он числился в штате Алексеевского Донского политехнического института гражданским инженером.

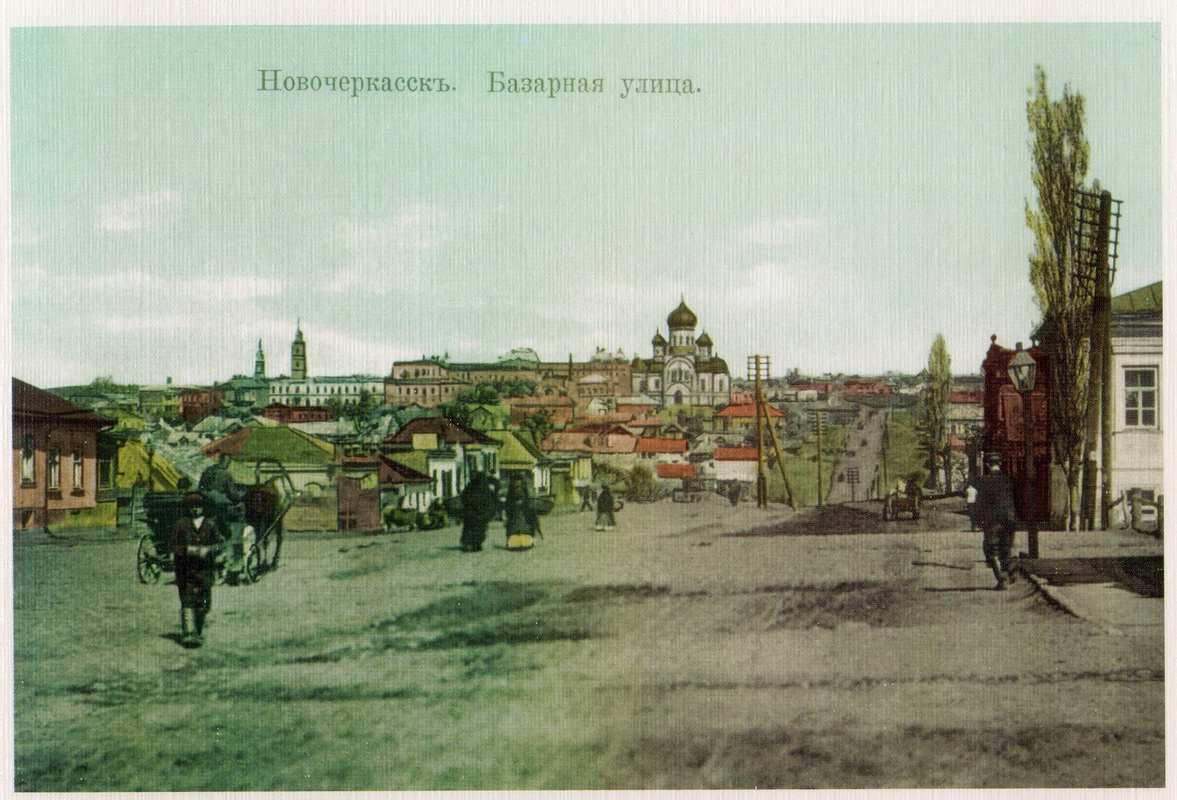
Вид на Храм Донской иконы Божьей Матери на дореволюционной открытке

Главным делом архитектора стало участие в строительстве Вознесенского кафедрального собора, который был построен к 1904 году, а освящен и открыт в 1905 году. В 1903—1905 годах Болдырев проектирует и строит: двухэтажное здание Правления станицы Новочеркасской на углу улицы Московской и Троицкой площади, трехэтажное здание для Восточного банка, позднее занятого «Русско-Азиатским банком» на Платовском проспекте (в советское время — Дом пионеров). Именно Сергею Ивановичу Болдыреву горожане обратились с предложением по разработке проекта нового храма — церкви Донской иконы Божией Матери на территории бывшей Ратной площади.
В 1910—1911 годах Болдырев проектирует и строит комплекс зданий с названием «Санаторий новочеркасской лиги борьбы с туберкулезом» (ныне легочно-хирургическая больница) в Краснокутской (ныне Красной) роще. В это же время спроектировал и построил здание «Дома инвалидов и ветеранов», открывшееся к празднованию 100-летия со времени Отечественной войны 1812 года — (на углу нынешних улиц Орджоникидзе и Троицкой). Получив признание за эти две работы, «Общество Донских врачей» заказало архитектору проект на строительство комплекса зданий Хирургической больницы на Ратной улице (1913 год), ставшей архитектурным памятником Новочеркасска. Кроме производственной, Болдырев был известен и в общественной жизни Новочеркасска. Он был знаком с архитекторами Г.М. Сальниковым и Я.И. Коротченковым, художником И.И. Крыловым, скрипачом-виртуозом К. И. Думчевым и многими другими известными горожанами.
В Донском политехническом институте Болдырев работал на кафедре строительного искусства, одновременно являясь с 1917 года членом строительной комиссии института по возведению новых зданий. В годы Гражданской войны (1918—1919) он служил в отделе внутренних дел Всевеликого войска Донского по делам городской архитектуры и строительства. После установления в Новочеркасске советской власти, продолжил работать в ДПИ в качестве профессора кафедры строительного искусства (с 1920 года). Позднее заведовал кафедрой архитектуры и продолжал разрабатывать проекты различных зданий. Во время строительства «Ростсельмаша» Болдырев принимал участие в проектировании ряда административных зданий этого завода.
Всего Сергей Иванович Болдырев спроектировал и построил в Новочеркасске свыше 25 общественных и частных зданий. Умер после одного из допросов НКВД, когда в феврале 1943 года город был освобождён от немцев. В вину С. И. Болдыреву вменили расположение в его доме штаба одной из немецких частей во время оккупации Новочеркасска. Жене архитектора — Зинаиде Андреевне так и не сообщили о причине смерти мужа и месте его захоронения.
Посмертно был реабилитирован в 1953 году. Болдыреву были установлены мемориальные доски на доме, где он жил (в 1991 году), и на кафедре архитектуры ЮРГТУ. На доске его дома написано: «Здесь, в доме собственной постройки, жил известный донской архитектор, профессор ДПИ Болдырев Сергей Иванович (1871—1943 гг.)».